# سانمنشيا
سانمنشيا (بالصينية: 三门峡市 )‏ هي مدينة على مستوى محافظة، في جمهورية الصين الشعبية، تتبع خنان، تبلغ مساحتها 10,475 كيلومتر مربع، رمزها البريدي هو 472000.

## المناخ
يظهر الجدول التالي التغييرات المناخية على مدار السنة لسانمنشيا:
| البيانات المناخية لـسانمنشيا       | البيانات المناخية لـسانمنشيا | البيانات المناخية لـسانمنشيا | البيانات المناخية لـسانمنشيا | البيانات المناخية لـسانمنشيا | البيانات المناخية لـسانمنشيا | البيانات المناخية لـسانمنشيا | البيانات المناخية لـسانمنشيا | البيانات المناخية لـسانمنشيا | البيانات المناخية لـسانمنشيا | البيانات المناخية لـسانمنشيا | البيانات المناخية لـسانمنشيا | البيانات المناخية لـسانمنشيا | البيانات المناخية لـسانمنشيا |
| الشهر                              | يناير                        | فبراير                       | مارس                         | أبريل                        | مايو                         | يونيو                        | يوليو                        | أغسطس                        | سبتمبر                       | أكتوبر                       | نوفمبر                       | ديسمبر                       | المعدل السنوي                |
| ---------------------------------- | ---------------------------- | ---------------------------- | ---------------------------- | ---------------------------- | ---------------------------- | ---------------------------- | ---------------------------- | ---------------------------- | ---------------------------- | ---------------------------- | ---------------------------- | ---------------------------- | ---------------------------- |
| الدرجة القصوى °م (°ف)              | 15.6 (60.1)                  | 23.3 (73.9)                  | 28.9 (84.0)                  | 36.7 (98.1)                  | 39.8 (103.6)                 | 40.2 (104.4)                 | 40.1 (104.2)                 | 39.0 (102.2)                 | 38.6 (101.5)                 | 33.3 (91.9)                  | 26.3 (79.3)                  | 16.6 (61.9)                  | 40.2 (104.4)                 |
| متوسط درجة الحرارة الكبرى °م (°ف)  | 4.6 (40.3)                   | 7.9 (46.2)                   | 13.5 (56.3)                  | 21.3 (70.3)                  | 26.8 (80.2)                  | 30.9 (87.6)                  | 31.6 (88.9)                  | 30.3 (86.5)                  | 25.5 (77.9)                  | 20.0 (68.0)                  | 12.5 (54.5)                  | 6.3 (43.3)                   | 19.3 (66.7)                  |
| المتوسط اليومي °م (°ف)             | −0.3 (31.5)                  | 2.7 (36.9)                   | 8.1 (46.6)                   | 15.3 (59.5)                  | 20.6 (69.1)                  | 24.9 (76.8)                  | 26.4 (79.5)                  | 25.4 (77.7)                  | 20.3 (68.5)                  | 14.4 (57.9)                  | 7.3 (45.1)                   | 1.3 (34.3)                   | 13.9 (56.9)                  |
| متوسط درجة الحرارة الصغرى °م (°ف)  | −4.1 (24.6)                  | −1.2 (29.8)                  | 3.8 (38.8)                   | 10.3 (50.5)                  | 15.2 (59.4)                  | 19.6 (67.3)                  | 22.4 (72.3)                  | 21.5 (70.7)                  | 16.3 (61.3)                  | 10.1 (50.2)                  | 3.3 (37.9)                   | −2.4 (27.7)                  | 9.6 (49.2)                   |
| أدنى درجة حرارة °م (°ف)            | −12.5 (9.5)                  | −10.9 (12.4)                 | −6.2 (20.8)                  | −0.3 (31.5)                  | 4.7 (40.5)                   | 12.4 (54.3)                  | 16.1 (61.0)                  | 12.8 (55.0)                  | 6.5 (43.7)                   | −2.1 (28.2)                  | −8.0 (17.6)                  | −12.8 (9.0)                  | −12.8 (9.0)                  |
| الهطول مم (إنش)                    | 5.7 (0.22)                   | 7.4 (0.29)                   | 22.1 (0.87)                  | 38.7 (1.52)                  | 51.8 (2.04)                  | 65.7 (2.59)                  | 112.6 (4.43)                 | 95.4 (3.76)                  | 84.0 (3.31)                  | 50.1 (1.97)                  | 20.1 (0.79)                  | 5.4 (0.21)                   | 559.0 (22.01)                |
| متوسط أيام هطول الأمطار (≥ 0.1 mm) | 3.3                          | 3.6                          | 5.7                          | 7.1                          | 7.7                          | 8.9                          | 10.5                         | 10.1                         | 9.4                          | 8.3                          | 5.4                          | 2.8                          | 82.8                         |
| المصدر: Weather China              |                              |                              |                              |                              |                              |                              |                              |                              |                              |                              |                              |                              |                              |

## التقسيمات الإدارية
- Hubin, Sanmenxia [الإنجليزية]‏
- Mianchi County [الإنجليزية]‏
- Shanzhou, Sanmenxia [الإنجليزية]‏
- Lushi County [الإنجليزية]‏
- ييما، هينان  [لغات أخرى]‏
- مدينة لينغباو  [لغات أخرى]‏.